# 플래닛 주
《플래닛 주》(Planet Zoo)는 마이크로소프트 윈도우용으로 프론티어 디밸롭먼츠가 개발, 배급한 건설경영 시뮬레이션 비디오 게임이다. 이 게임은 주 타이쿤의 정신적 후속작이며 게임플레이는 스튜디오의 테마파크 게임 플래닛 코스터와 유사하다. 2019년 11월 5일 출시되었다.

## 게임플레이
플래닛 주는 주 타이쿤의 정신적 후속작으로 게임플레이는 스튜디오의 테마 파크 게임 플래닛 코스터와 유사성이 있다. 플레이어는 인공지능에 의해 통제를 받는(실제 모습과 비슷하게 행동하는) 총 80종의 동물이 있는 동물원을 지을 수 있다. 이를테면 늑대는 무리행위를 보인다. 각 종은 플레이어가 만족시켜야 하는 저마다의 요구사항이 있다. 각 동물은 저들만의 게놈이 있고 이 게놈을 변조시켜 생명 주기, 신체 크기, 건강, 생식력을 변화시킬 수 있다. 이 게임은 또한 사육 시스템, 동물에 부정적인 결과를 초래하는 근친교배 등의 요소를 갖추고 있다. 이 게임은 또한 플래닛 코스터와 유사한 캠페인 모드도 제공한다.

## DLC
- 디럭스 업그레이드 팩(2019년 11월 15일)[4]
  - 서식지 동물 3종 추가: 톰슨가젤, 피그미하마, 코모도왕도마뱀
  - 《당신과 나 그리고 동물들》오리지널 사운드트랙 18곡 추가
  - 데스크탑 배경화면 추가
- 북극 팩(2019년 12월 17일)[5]
  - 서식지 동물 4종 추가: 북극곰, 북극늑대, 순록, 돌산양
  - 신규 시나리오 2개 추가
  - 200개 이상의 풍경 아이템 추가
- 남아메리카 팩
  - 서식지 동물 5종 추가: 재규어, 큰개미핥기, 카푸친원숭이, 라마, 흑표범
- 호주 팩
  - 서식지 동물 4종 및 전시장 동물 1종 추가: 코알라, 붉은캥거루, 딩고, 화식조, 푸른혀도마뱀
- 수생 팩
  - 서식지 동물 4종 및 전시장 동물 1종 추가: 임금펭귄, 회색물범, 큰수달, 난쟁이카이만, 다이아몬드거북
- 동남아시아 동물 팩
  - 서식지 동물 7종 및 전시장 동물 1종 추가: 말레이곰, 빈투롱, 구름표범, 승냥이, 북술라웨시바비루사, 말레이맥, 코주부원숭이, 큰나뭇잎벌레
- 아프리카 팩
  - 서식지 동물 4종 및 전시장 동물 1종 추가: 미어캣, 남부흰코뿔소, 페넥여우, 아프리카펭귄, 왕쇠똥구리
- 북아메리카 동물 팩
  - 서식지 동물 7종 및 전시장 동물 1종 추가: 북아메리카비버, 검은꼬리프레리도그, 쿠거, 북극여우, 캘리포니아바다사자, 말코손바닥사슴, 아메리카앨리게이터, 황소개구리
- 유럽 팩
  - 서식지 동물 4종 및 전시장 동물 1종 추가: 스라소니, 유럽오소리, 알파인아이벡스, 다마사슴, 불도롱뇽
- 습지동물 팩
  - 서식지 동물 7종 및 전시장 동물 1종 추가: 카피바라, 작은발톱수달, 아시아물소, 나일리추에, 오리너구리, 두루미, 안경카이만, 다뉴브빗영원
- 보존 팩
  - 서식지 동물 4종 및 전시장 동물 1종 추가: 프르제발스키말, 긴칼뿔오릭스, 아무르표범, 큰긴팔원숭이, 아홀로틀
- 황혼 팩
  - 서식지 동물 4종 및 전시장 동물 1종 추가: 아메리카너구리, 붉은여우, 줄무늬스컹크, 애기웜뱃, 이집트과일박쥐
- 초원동물 팩
  - 서식지 동물 7종 및 전시장 동물 5종 추가: 아홉띠아르마딜로, 갈기늑대, 줄무늬하이에나, 카라칼, 검은꼬리누, 붉은목왈라비, 에뮤, 구름유황나비, 제왕나비, 공작나비, 산호랑나비, 메넬라우스모르포나비
- 열대 팩
  - 서식지 동물 4종 및 전시장 동물 1종 추가: 흰손긴팔원숭이, 포사, 덤불멧돼지, 물왕도마뱀, 갈색목세발가락나무늘보
- 건조동물 팩
  - 서식지 동물 7종 및 전시장 동물 1종 추가: 단봉낙타, 아닥스, 다마가젤, 소말리아야생당나귀, 검은코뿔소, 모래고양이, 아프리카호저, 사막뿔살무사
- 오세아니아 팩
  - 서식지 동물 4종 및 전시장 동물 1종 추가: 북섬갈색키위, 쇠푸른펭귄, 태즈메니아데빌, 쿼카, 안경날여우박쥐
- 유라시아 동물 팩 
  - 서식지 동물 7종 및 전시장 동물 1종 추가: 느림보곰, 멧돼지, 사이가산양, 울버린, 유럽들소, 타킨, 혹고니, 헤르만거북
- 동물농장 팩
  - 서식지 동물 7종 추가: 서식스 닭, 아메리카 일반 당나귀, 알파인 염소, 알파카, 탬워스 돼지, 하이랜드 소, 힐 래드너 양
- 사육사 동물 팩
  - 서식지 동물 7종 추가: 마눌고양이, 망토개코원숭이, 마코르염소, 아프리카 가시거북, 커크작은영양, 코쿠렐시파카
- 아메리카 동물 팩[6]
  - 서식지 동물 7종 추가: 오셀롯, 아메리카레아, 아메리카홍학, 흰얼굴사키원숭이, 코요테, 덤불개, 큰뿔양
  - 80개 이상의 새로운 풍경 아이템
  - 신규 시나리오 추가: 더미닉 마이어스-멕시코 동물원
- 아시아 동물 팩(2025년 6월 25일)[7]
  - 서식지 7종 추가: 벌꿀오소리, 사자원숭이, 사불상, 보르네오코끼리, 일본너구리, 블랙벅, 닐가이
  - 100개 이상의 새로운 풍경 아이템
  - 새로운 시나리오 추가: 더미닉 마이어스-한국 동물원

## 개발과 출시
프론티어 디밸롭먼츠가 2017년 4월 플래닛 사파리라는 이름의 새로운 비디오 게임에 대한 상표를 등록한 이후 초반에 여러 소문이 돌았다. 이 게임은 2019년 4월 24일 공식 발표되었으며 2019년 11월 5일 출시되었다. 게임 선주문 외에도 플레이어는 딜럭스 에디션의 선주문 기회가 있었으며 이 에디션에는 보너스 콘텐츠가 포함되어 있으며 출시 전 수주 간 베타 액세스가 제공되었다.

## 평가

### 수상
이 게임은 게임스컴 어워드에서 최고의 시뮬레이션 게임(Best Simulation Game) 부문에서,
그리고 NAVGTR 어워드의 "게임, 시뮬레이션" 부문에서 수상하였다.